# Lissotis hartlaubii
L'otarda di Hartlaub (Lissotis hartlaubii) è una specie di uccello della famiglia Otididae. Alcune autorità (come Birdlife International 2004) la classificano nel genere Eupodotis.
Vive in Etiopia, Kenya, Somalia, Sudan, Tanzania ed Uganda.